# Adenanthos × pamela
Adenanthos × pamela (według The Plant List: Adenanthos × pamelus) – australijski krzew z rodziny srebrnikowatych, krzyżówka A. detmoldii i A. obovatus. Naturalnie występuje wyłącznie na poboczach dróg w okolicy Scott River w Scott National Park w Australii, gdzie oba jej rodzicielskie gatunki rosną obok siebie.
Hybryda Adenanthos × pamela została odkryta po raz pierwszy w roku 1979, choć oficjalnie sklasyfikowano i opisano ją  dopiero w roku 1986. A. × pamela uznawana jest za efektowny krzew o wyjątkowym potencjale ogrodniczym. A. x pamela z powodzeniem uprawiana jest w Kings Park and Botanic Garden z wycinków pobranych z roślin występujących w naturalnym środowisku.

## Morfologia
A. × pamela jest gatunkiem pośrednim między swoimi genetycznymi rodzicami. Ma postać bujnego krzewu, osiągającego wysokość ok. 1,5 m, a więc niemal dwa razy więcej od niewielkiej A. obovata, lecz mniej od wysokiej, patykowatej A. detmoldii. Kształt liści również ma charakter hybrydyczny, pośredni między jajowato-owalnymi liśćmi A. obovata a dłuższymi, owalno-podłużnymi A. detmoldii. Kwiaty mają barwę pomarańczową lub jasnoczerwoną, co stanowi połączenie cech gatunków rodzicielskich. Kwiaty A. detmoldii przyjmują bowiem kolor od żółtego do czerwonego, A. obovata natomiast kolor szkarłatnoczerwony. A. x pamela, tak jak i A. obovata, posiada tzw. lignotuber.

## Systematyka
Adenanthos × pamela jest jedyną spośród sześciu domniemanych krzyżówek z rodzaju Adenanthos o więcej niż dwóch przedstawicielach. Jak dotąd odnotowano około dwudziestu osobników. Mimo pochodzenia krzyżowego A. x pamela jest płodna: podczas badań przeprowadzonych w grudniu 1984 roku, płodność pyłków oszacowano na ok. 50%. Rośliny te rodzą znaczącą ilość nasion, co zwiększa prawdopodobieństwo utworzenia kolonii krzyżówki.
Istnienie tej hybrydy zostało zanotowane po raz pierwszy w roku 1979 przez Grega Keighery’ego, który nie dokonał jednak jej oficjalnej klasyfikacji. Powtórnego odkrycia, tym razem w większej liczbie osobników, wraz z rozpoznaniem ich potencjału rolniczo-ogrodniczego, dokonał Ernest Charles Nelson, który formalnie opisał i nadał nazwę gatunkowi w roku 1986. Nelson postanowił posłużyć się metaforą pamela na cześć swojej przyjaciółki Pameli Sanderson, amatorskiej botaniczki udzielającej się w The Albany Wildflower Society, w towarzystwie której, w roku 1984, udał się na teren dokonania odkrycia w celu zebrania okazów.
Jako połączenie dwóch przedstawicieli rodzaju Adentanthos z sekcji Eurylaema, A. × pamela również do niej należy. Nie podjęto żadnych prób przedstawienia jej mieszanego pochodzenia w sekwencji taksonomicznej zaprezentowanej w rejestrze taksonomicznym osobników Adenanthos, stworzonym przez Nelsona w roku 1995. Gatunek umiejscowiono na końcu sekcji. Jego lokalizacja we wspomnianym spisie przedstawia się następująco:
rodzaj Adenanthos (29 gatunków, 8 podgatunków):
sekcja: Eurylaema
A. detmoldii
A. barbiger
A. obovatus
A. x pamela